# Luidia mauritiensis
Luidia mauritiensis är en sjöstjärneart som beskrevs av Jean Baptiste François René Koehler 1910. Luidia mauritiensis ingår i släktet Luidia och familjen sprödsjöstjärnor. Inga underarter finns listade i Catalogue of Life.